# Tricio
Tricio ist ein Ort und eine nordspanische Gemeinde (municipio) mit 374 Einwohnern (Stand: 2024) im Zentrum der Autonomen Gemeinschaft La Rioja. Die Gemeinde gehört zum Weinbaugebiet der Rioja Alta.

## Lage und Klima
Der Ort Tricio liegt auf einem Hügel unweit des Unterlaufs des Río Najerilla in ca. 560 m Höhe; die Stadt Nájera ist nur 2 km entfernt. Das Klima ist gemäßigt bis warm; Regen (ca. 555 mm/Jahr) fällt – mit Ausnahme der Sommermonate – übers Jahr verteilt.

## Bevölkerungsentwicklung
| Jahr      | 1857 | 1900 | 1950 | 2000 | 2019 |
| Einwohner | 550  | 655  | 772  | 338  | 380  |

Als Folge der Reblauskrise, der Mechanisierung der Landwirtschaft, der Aufgabe bäuerlicher Kleinbetriebe und des daraus resultierenden geringeren Arbeitskräftebedarfs ist die Einwohnerzahl des Orts seit der Mitte des 20. Jahrhunderts stetig gesunken.

## Wirtschaft
Lange Zeit fungierte der Ort als Handwerks- und Marktzentrum für die – mittlerweile meist aufgegeben – kleineren Einzelgehöfte und Weiler in der Umgebung. Seit der Mitte des 20. Jahrhunderts spielt der Tourismus (Wandern und Ferienwohnungen) eine nicht unwichtige Rolle als Einnahmequelle für die Gemeinde.

## Geschichte
Der Name Tritium taucht im 2. Jahrhundert n. Chr. erstmals auf; der griechische Gelehrte Claudius Ptolemäus erwähnt eine römische Siedlung mit Namen Tritium Megalon. In einem Kommentar zum Itinerarium Antonini wird der Ort als eine Station an der nördlichen Route von Saragossa (Caesaraugusta) nach Astorga (Asturica Augusta) genannt. Im frühen 11. Jahrhundert wird Tritium von Sancho III. als unabhängiger Bestandteil des Privilegienbriefes fuero von Nájera erwähnt. In einer Urkunde des Jahres 1073 übereignete Sancho IV. einige Steinhäuser des Ortes an das Kloster San Millán de la Cogolla. Von Philipp IV. im Jahre 1658 noch als unabhängige Stadt bezeichnet, kam Tritium wenig später unter die Kontrolle der Herzöge von Nájera und gehörte bis zum Jahr 1833 zur Provinz Burgos – erst danach wurde es der ursprünglich altkastilischen, später navarresich-baskischen Provinz Logroño zugeschlagen, die im Jahr 1982 in der neugeschaffenen Provinz La Rioja aufging.

## Sehenswürdigkeiten

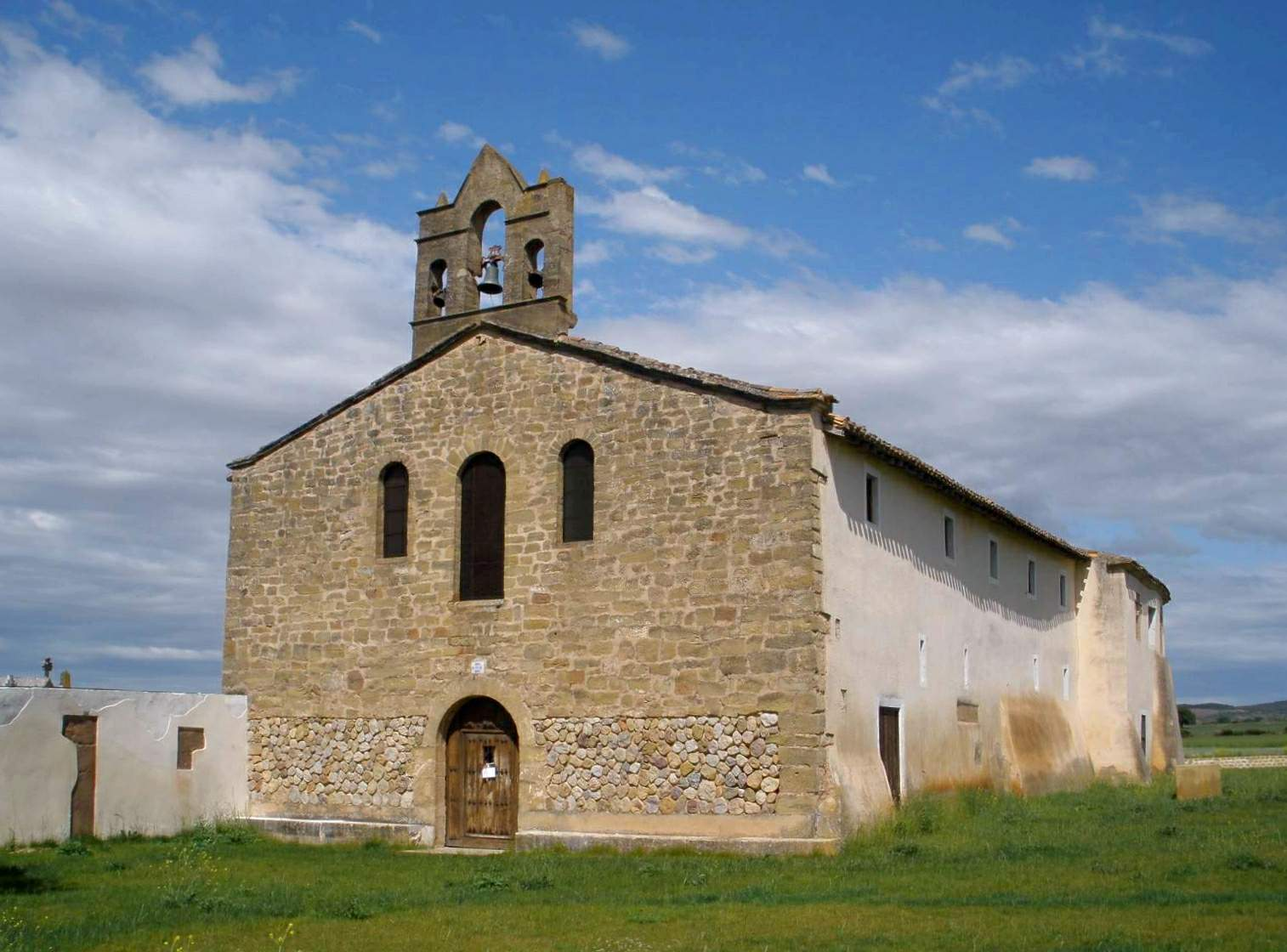
Tricio – Basilika Santa María de los Arcos

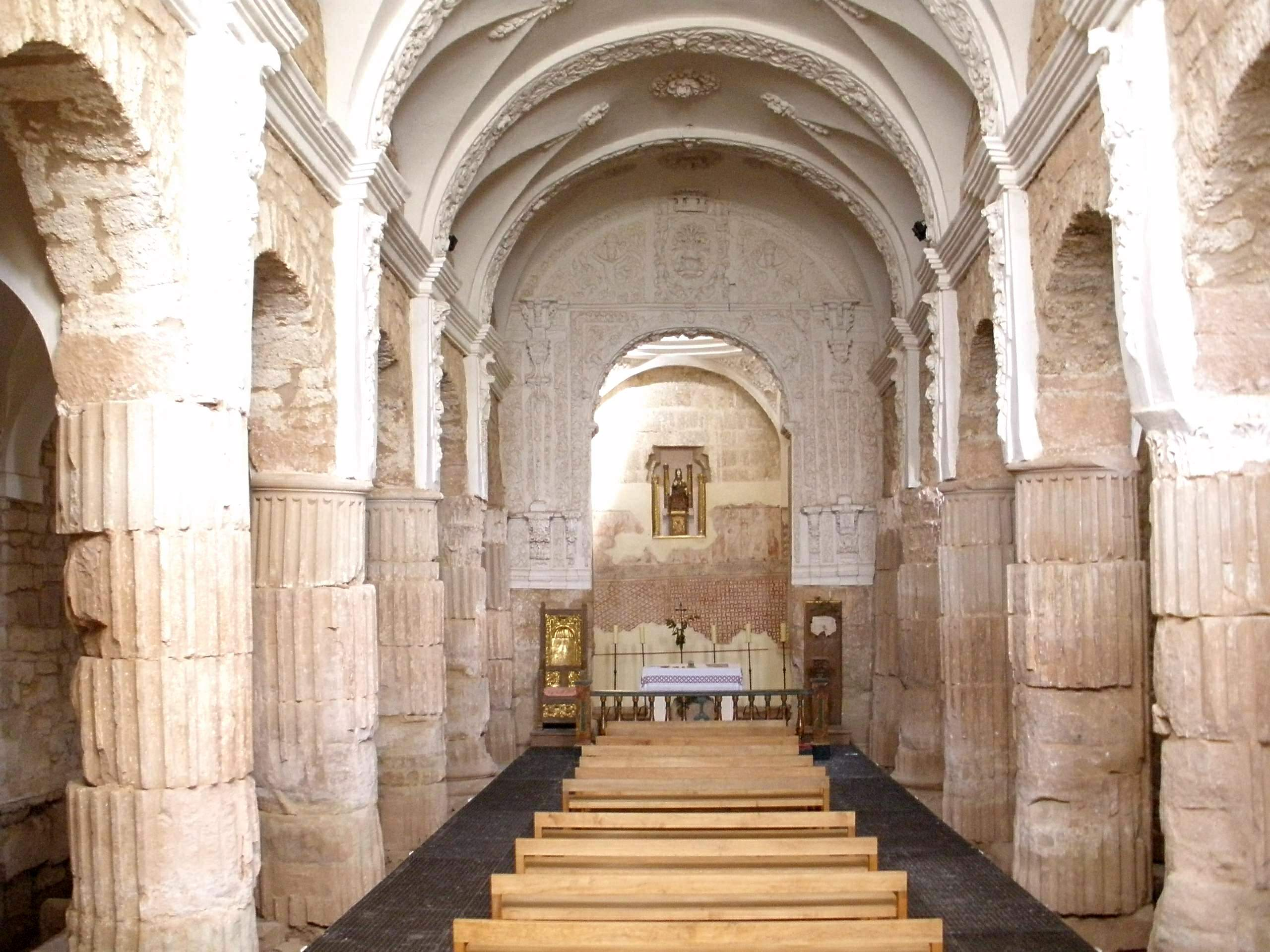
Tricio – Basilika Santa María de los Arcos

- Größte Sehenswürdigkeit des Ortes ist die dreischiffige Basilika Santa María de los Arcos, die etwa 200 Meter östlich des Ortes liegt. Die zumeist kapitelllosen Stützen des von außen völlig unscheinbaren und – abgesehen vom Glockengiebel (espadaña) – beinahe scheunenartig wirkenden Kirchenbauwerks sind aus den kannelierten Säulentrommeln eines römischen Tempels oder Mausoleums aus der nur wenig entfernten römischen Siedlung Tritium Megallum zusammengebaut. Wann genau der Sakralbau entstand, ist unklar – einige Forscher datieren ihn in die Spätantike (5. oder 6. Jahrhundert), andere sehen auch westgotische Einflüsse, wieder andere datieren ihn in die Zeit der Wiederbesiedlung (repoblación) der in der Zeit der islamischen Dominanz entvölkerten Gebiete im 10. Jahrhundert – in jedem Fall ist die Kirche eins der ältesten erhaltenen christlichen Bauwerke auf der Iberischen Halbinsel. Die Gewölbe, die Apsiskuppel und andere Dekorelemente stammen in ihrer heutigen Gestalt aus dem 18. Jahrhundert. Im Rahmen einer Ausgrabungskampagne wurden in den Jahren 1980–1983 unterhalb des Fußbodens der Kirche einige – wahrscheinlich wiederverwendete – antike Sarkophage und Steinkistengräber aber auch etliche mittelalterliche Gräber entdeckt; diese sind in den Seitenschiffen der Kirche noch zu sehen. Einige der größeren Fundamentsteine tragen lateinische Inschriften; eine Marmorstele zeigt ein Chrismon. Auch Reste von Fußbodenmosaiken wurden freigelegt. In der hinter einem eingezogenen Triumphbogen befindlichen und von drei 'Sakristeien' des 18. Jahrhunderts umgebenen quadratischen Apsis sind einige mittelalterliche Freskenreste mit Szenen der Passion Christi (Fußwaschung, Abendmahl, Geißelung, Kreuzigung etc.) erhalten. Die farbig gefasste Holzfigur einer sogenannten Schwarzen Madonna aus dem 12. Jahrhundert befindet sich in einer Wandnische über dem Altar und wird als heilkräftig verehrt.

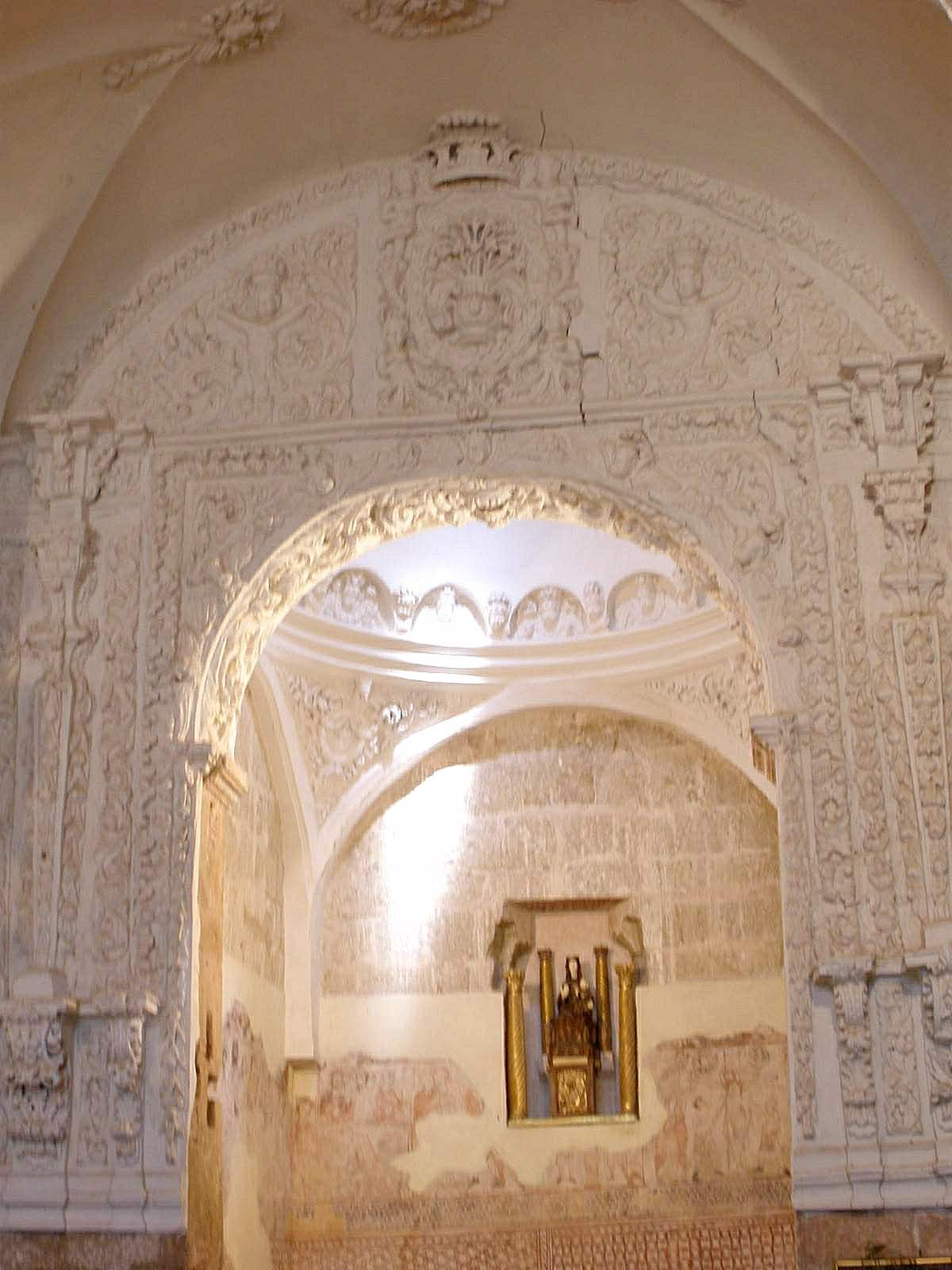
Triumphbogen und Apsis
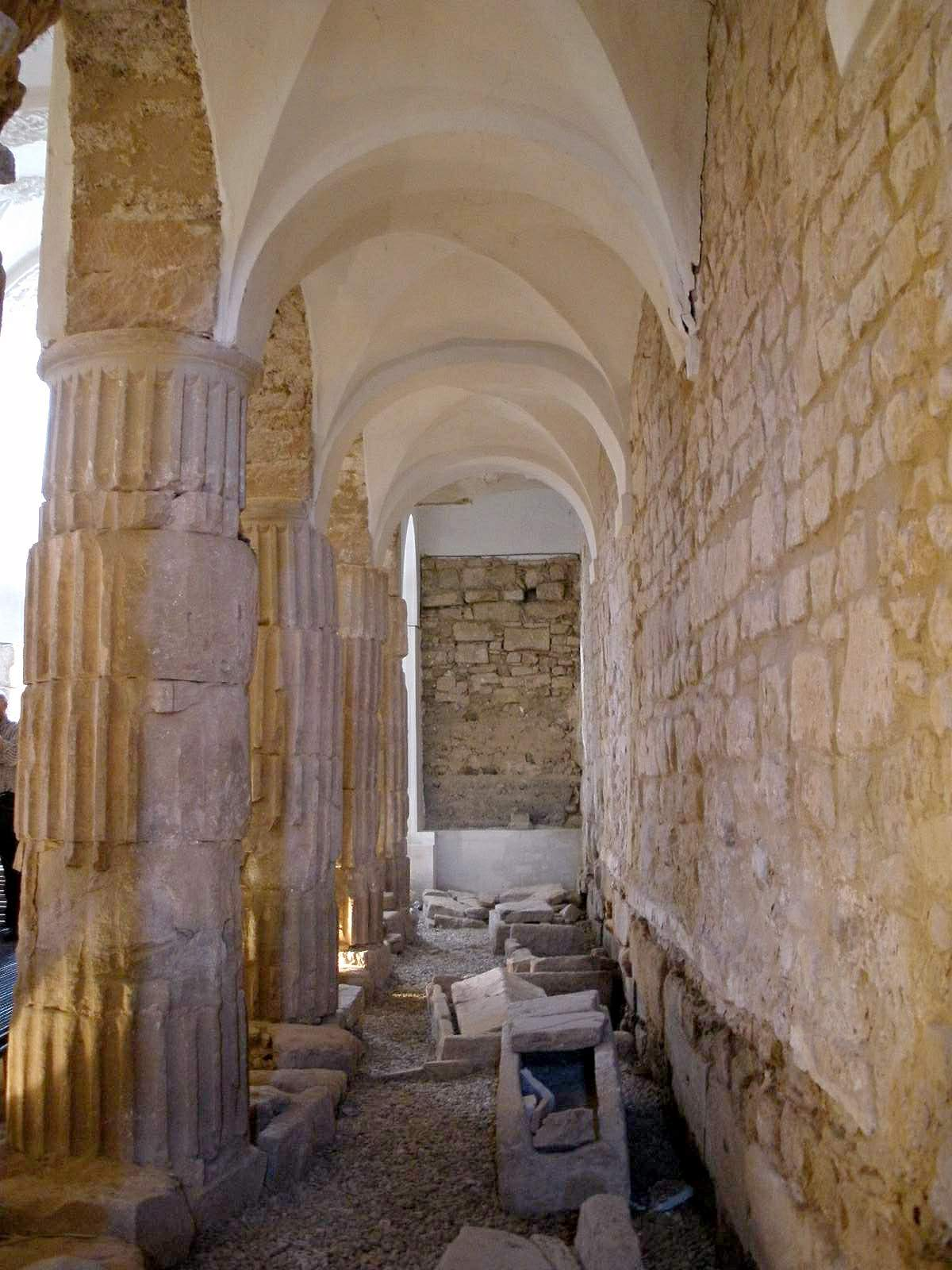
Seitenschiff mit Sarkophagen und Steinkistengräbern

- Die von außen eher klobig und streng wirkende spätgotische Pfarrkirche San Miguel aus dem 16. Jahrhundert wird im Innern von barocken Altarretabeln dominiert. Der Hauptaltar zeigt den Erzengel Michael als Bezwinger des Satans. Die Kirche beherbergt darüber hinaus einige sehenswerte Objekte wie das Marmorepitaph des Celedón Pardo y Agüero, des Leibarztes Philipps IV. und eine in einem Glassarg liegende Figur des toten Christus (cristo yacente). Eine an der Seitenwand angebrachte Grabstele eines römischen Legionärs und ein romanisches Taufbecken sind ebenfalls erwähnenswert.